# القلم (عفرين)
القلم  قرية سوريّة تتبع إداريّاً لمحافظة حلب منطقة عفرين ناحية راجو، بلغ تعداد سكانها 77 نسمة حسب التعداد السكاني لعام 2004.